# Acid hidrazoic
Acidul hidrazoic, cunoscut și ca azida de hidrogen sau azoimida, este un compus chimic cu formula chimică HN3. Este un compus incolor, volatil, lichid și exploziv la temperaturi și presiuni normale. Este format din azot și hidrogen, fiind un tip de hidrură de pnictogen (analog cu amoniac, fosfină, arsină și stibină). A fost izolat pentru prima dată în anul 1890 de către Theodor Curtius. Prezintă puține aplicații, dar baza sa conjugată, ionul azidă (sau azotură), este utilizat în anumite procese.